# Mesasteria sanguilinea
Mesasteria sanguilinea är en fjärilsart som beskrevs av George Francis Hampson 1926. Mesasteria sanguilinea ingår i släktet Mesasteria och familjen nattflyn. Inga underarter finns listade i Catalogue of Life.